# Torneio de tênis de Sydney
O torneio de tênis de Sydney compreende os eventos profissionais de tênis que acontecem ou aconteceram em Sydney, na Austrália. No calendário de elite, foi combinado masculino e feminino até 2022.
Atualmente, não abriga nenhum torneio tradicional, mas é co-anfitrião da United Cup. O último nome comercial foi Sydney Tennis Classic.
Os torneios recebidos foram:
- ATP de Sydney, torneio masculino organizado pela Associação de Tenistas Profissionais, na categoria ATP 250;
- WTA de Sydney, torneio feminino organizado pela Associação de Tênis Feminino, na categoria WTA 500.